# Miss Internacional 2014
Miss Internacional 2014, la 54.ª edición del concurso Miss Internacional, se llevó a cabo en el Grand Prince Hotel Takanawa en Tokio (Japón) el 11 de noviembre.
Representantes de setenta y tres países y territorios compitieron por el título en esta edición del concurso. Al final del evento, Miss Internacional 2013, Bea Santiago de Filipinas, coronó como su sucesora a Valerie Hernández de Puerto Rico. Elegida por un jurado, la ganadora, de 21 años, se convirtió en la segunda representante de su país en obtener el título de Miss Internacional, después de Laurie Simpson (Miss Internacional 1987).

## Resultados
| Posiciones              | Concursante |
| ----------------------- | --- |
| Miss Internacional 2014 | - Puerto Rico — Valerie Hernández |
| Primera finalista       | - Colombia — Zuleika Suárez |
| Segunda finalista       | - Tailandia — Punika Kulsoontornrut |
| Tercera finalista       | - Reino Unido — Victoria Tooby |
| Cuarta finalista        | - Finlandia — Milla Romppanen |
| Semifinalistas (Top 10) | - Argentina — Josefina José Herrero - Brasil — Deise Benício - Indonesia — Elfin Pertiwi Rappa - México — Vianey Vázquez - Panamá — Aileen Bernal |

## Premios especiales
| Premio               | Concursante                       |
| -------------------- | --------------------------------- |
| Mejor Traje Nacional | - Indonesia — Elfin Pertiwi Rappa |
| Miss Internet        | - India — Jhataleka Malhotra      |
| Miss Amistad         | - Colombia — Zuleika Suárez       |
| Mejor Vestuario      | - Colombia — Zuleika Suárez       |
| Miss Cuerpo Perfecto | - Francia — Aurianne Sinacola     |

## Relevancia histórica de Miss Internacional 2014

### Resultados
- Puerto Rico gana Miss Internacional por segunda vez, la primera fue en 1987.
- Colombia obtiene el puesto de Primera Finalista por segunda vez ya que la primera fue en 2008.
- Tailandia obtiene el puesto de Segunda Finalista por primera vez.
- Reino Unido obtiene el puesto de Tercera Finalista por primera vez.
- Finlandia obtiene el puesto de Cuarta Finalista por tercera vez, la última vez fue en 1971.
- Brasil, Colombia, Puerto Rico  y Tailandia repiten clasificación a semifinales.
- Brasil clasifica por cuarto año consecutivo.
- Colombia clasifica por tercer año consecutivo.
- Puerto Rico y Tailandia clasifican por segundo año consecutivo.
- Finlandia, México y Reino Unido clasificaron por última vez en 2012.
- Panamá  clasificó por última vez en 2011.
- Indonesia clasificó por última vez en 2007.
- Argentina clasificó por última vez en 1992.
- Filipinas rompe una racha de clasificaciones que mantenía desde 2008.
- Por primera vez en la historia, el concurso escoge 10 finalistas y no 15, como el año anterior. Esto a pesar de ser la edición que reunió más candidatas en la historia del certamen, siendo superada únicamente por la edición 2019.
- Ninguna representante de África ni Oceanía pasó el primer corte.

## Delegadas
73 candidatas concursaron por el título:
| País/Territorio      | Delegada                        | Edad | Residencia          |
| -------------------- | ------------------------------- | ---- | ------------------- |
| Alemania             | Katharina Rodin                 | 18   | Fráncfort del Meno  |
| Argentina            | Josefina José Herrero           | 19   | Mercedes            |
| Armenia              | Shushanik Yeritsyan             | 19   | Ereván              |
| Aruba                | Francis Massiel Sousa           | 20   | Oranjestad          |
| Australia            | Bridgette-Rose Taylor           | 24   | Melbourne           |
| Bélgica              | Gonul Meral                     | 25   | Bruselas            |
| Bielorrusia          | Natallia Bryshten               | 21   | Minsk               |
| Bolivia              | Joselyn Toro Leigue             | 20   | Santa Cruz          |
| Brasil               | Deise Benício                   | 23   | Ceará               |
| Canadá               | Kesiah Papasin                  | 23   | Toronto             |
| Chile                | Tania Dahuabe                   | 21   | Santiago            |
| China                | Lisi Wei                        | 24   | Inner Mongolia      |
| China Taipéi         | Yang Yuyao                      | 23   | Taipéi              |
| Colombia             | Zuleika Kiara Suárez Torrenegra | 20   | San Andrés          |
| Corea                | Seo Bin Lee                     | 21   | Uiwang              |
| Cuba                 | Adisleydi Alonso Rodríguez      | 24   | La Habana           |
| Curazao              | Chimay Damiany Ramos            | 21   | Willemstad          |
| Ecuador              | Carla Prado Thoret              | 19   | Salinas             |
| Egipto               | Perihan Fateen                  | 19   | El Cairo            |
| El Salvador          | Idubina Rivas                   | 20   | San Salvador        |
| Eslovaquia           | Lucía Semanková                 | 22   | Bardejov            |
| España               | Rocío Tormo                     | 21   | Barcelona           |
| Estados Unidos       | Samantha Brooks                 | 23   | Los Ángeles         |
| Estonia              | Birgit Konsin                   | 22   | Tallin              |
| Filipinas            | Mary Anne Bianca Guidotti       | 25   | Taguig              |
| Finlandia            | Milla Romppanen                 | 21   | Kuopio              |
| Francia              | Aurianne Sinacola               | 20   | Vallauris           |
| Gabón                | Maggaly Nguema                  | 22   | Libreville          |
| Georgia              | Inga Tsaturiani                 | 25   | Tiflis              |
| Gibraltar            | Kristy Torres                   | 23   | Gibraltar           |
| Guatemala            | Claudia María Herrera Morales   | 21   | Ciudad de Guatemala |
| Guyana               | Ruqayyah Boyer                  | 24   | Georgetown          |
| Haití                | Christie Désir                  | 22   | Puerto Príncipe     |
| Honduras             | Mónica Brocato                  | 18   | Tegucigalpa         |
| Hong Kong            | Katherine Yim Kuen Ho           | 22   | Hong Kong           |
| Hungría              | Dalma Kármán                    | 17   | Budapest            |
| India                | Jhataleka Malhotra              | 19   | Bombay              |
| Indonesia            | Elfin Pertiwi Rappa             | 18   | Palembang           |
| Israel               | Shani Hazan                     | 21   | Tel Aviv            |
| Italia               | Giulia Brazzarola               | 21   | Schio               |
| Japón                | Rira Hongo                      | 20   | Tokio               |
| Líbano               | Lia Saad                        | 19   | Beirut              |
| Macao                | Hio Man Chan                    | 19   | Macao               |
| Malasia              | Burit Jayarubini Sambanthan     | 23   | Selangor            |
| Mauricio             | Shiksha Matabadul               | 20   | Port Louis          |
| México               | Vianey Vázquez                  | 19   | Aguascalientes      |
| Mongolia             | Bayartsetseg Altangerel         | 23   | Ulan Bator          |
| Myanmar              | May Bayani Thaw                 | 23   | Rangún              |
| Nepal                | Soni Raj Bhandari               | 24   | Gandaki             |
| Nicaragua            | Jeimmy García                   | 25   | Rivas               |
| Noruega              | Thea Cecilie Nordal Bull        | 20   | Tønsberg            |
| Nueva Zelanda        | Rachel Harradence               | 24   | Auckland            |
| Países Bajos         | Shauny Built                    | 23   | Ámsterdam           |
| Panamá               | Aileen Bernal                   | 19   | Los Santos          |
| Paraguay             | Jéssica Servín                  | 23   | Asunción            |
| Perú                 | Fiorella Peirano                | 21   | Callao              |
| Polonia              | Żaneta Płudowska                | 22   | Siedlce             |
| Portugal             | Rafaela Pardete                 | 23   | Setúbal             |
| Puerto Rico          | Valerie Hernández Matias        | 21   | San Juan            |
| Reino Unido          | Victoria Tooby                  | 19   | Cardiff             |
| República Dominicana | Bárbara Santana                 | 21   | Nueva York          |
| Rumania              | Anca Francesca Neculaiasa       | 19   | Buzau               |
| Rusia                | Alina Rekko                     | 18   | Orel                |
| Serbia               | Lidija Kocić                    | 26   | Belgrado            |
| Singapur             | Vannesa Sim                     | 19   | Singapur            |
| Sri Lanka            | Tamara Shanelle Makalanda       | 26   | Colombo             |
| Suecia               | Moa Sandberg                    | 18   | Estocolmo           |
| Tailandia            | Punika Kulsoontornrut           | 22   | Bangkok             |
| Turquía              | Hilal Yabuz                     | 23   | Bursa               |
| Ucrania              | Iana Ravlikovska                | 23   | Mariúpol            |
| Venezuela            | Michelle Bertolini              | 20   | Caracas             |
| Vietnam              | Đặng Thu Thảo                   | 19   | Cần Thơ             |
| Zambia               | Mercy Mukwiza                   | 22   | Lusaka              |

### Suplencias
- Inés Panchana (Ecuador) no fue enviada al certamen exceder el límite de edad requerido, Carla Prado ocupó su lugar.
- Khin Phyo Wai Han (Myanmar) no fue enviada al certamen por no cumplir con los requisitos de edad, May Bayani ocupó su lugar.
- Patricia Quiñones (Puerto Rico) no fue enviada al certamen, Valerie Hernández ocupó su lugar.
- Gizem Koçak (Turquía) no fue enviada al certamen por razones desconocidas, Hilal Yabuz ocupó su lugar.

### Designaciones
- Josefina Herrero (Argentina) fue escogida como Miss Internacional Argentina por la organización de belleza argentina, para conmemorar el retorno a este certamen.
- Francis Massiel Soura (Aruba) fue designada por la organización "Señorita Aruba" luego de competir en 2013.
- Deise Benicio (Brasil) fue designada luego de posicionarse como segunda finalista en "Miss Brasil 2014".
- Kesiah Papasin (Canadá) fue designada como "Miss Internacional Canadá 2014" tras ser primera finalista en " Miss Universo Canadá 2014".
- Inga Tsaturiani (Georgia) fue designada como "Miss Internacional Georgia" para competir en el certamen.
- Ruqayyah Boyer (Guyana) fue designada como "Miss Internacional Ecuador 2014" por la director nacional, Natasha Martaindale, para marcar el regreso de Guyana en Miss Internacional.
- Shani Hazan (Israel) fue designada como "Miss Internacional Israel 2014" por la señorita Organización Internacional Israel. Ella fue Miss Mundo Israel 2012.
- Vianey Vásquez (México) fue designada como "Miss México Internacional 2014" por la organización Nuestra Belleza México.
- Shauny Built (Países Bajos) fue designada como "Miss Internacional Países Bajos 2014". Ella fue Miss Tierra Holanda 2012.
- Lidija Kocić (Serbia) fue designada como "Miss Internacional Serbia 2014". Ella fue Miss Universo Serbia 2010.
- Punika Kulsoontornrut (Tailandia) fue designada como "Miss Internacional Tailandia 2014". Ella fue Miss Tierra Tailandia 2013.

## Datos acerca de las delegadas
- Algunas de las delegadas del Miss Internacional 2014 han participado, o participarán, en otros certámenes internacionales de importancia:
  - Valerie Hernández (Puerto Rico) ganó el Miss Teen International en 2012.
  - Lidija Kocić (Serbia) compitió en Miss Universo 2010
  - Josefina Herrero (Argentina) y  Shani Hazan (Israel) concursaron en Miss Mundo 2012, esta última quedó dentro del Top 30..
  - Josefina Herrero (Argentina) y Kesiah Papasin (Canadá) concursaron en Miss Continente Americano 2012. Argentina se posicionó como segunda finalista.
  - Joselyn Toro (Bolivia) participó en el Miss Global Teen 2012, quedando como primera finalista.
  - Ruqayyah Boyer (Guyana) compitió en Miss Universo 2012
  -  Shauny Built (Países Bajos) concurso en el Miss Tierra 2012. y fue semifinalista en Miss Grand Internacional 2015.
  - Kesiah Papasin (Canadá) compitió en Miss Intercontinental 2012 sin lograr figuración, y en Miss Continente Americano 2012, obteniendo el premio de Miss Simpatía.
  - Idubina Rivas (El Salvador) concursó en Reina Hispanoamericana 2013 y en Miss Universo 2015, ambos sin lograr éxito alguno.
  - Ruqayyah Boyer (Guyana) participó en Miss Mundo 2013.
  - Moa Sandberg (Suecia) concursó en Miss Globe International y Miss Asia Pacific World, en 2013, logrando llegar a la cuarta plaza en este último.
  - Punika Kulsoontornrut (Tailandia) concurso en el Miss Tierra 2013 donde se ubicó de segunda finalista (Miss Agua).
  -  Maggaly Nguema (Gabón) y Christie Désir (Haití) compitieron en Miss Universo 2014, sin éxito.
  - Katharina Rodin (Alemania), Kesiah Papsasin (Canadá) y Claudia Herrera (Guatemala) compitieron en el Reinado Internacional del Café 2015, ninguna de ellas lograron alcanzar una posición destacada.
  - Dalma Karman (Hungría) participó en Face of Beauty International 2015.
  - Rafaela Pardete (Portugal) participó en Miss Mundo 2015,
  - Carla Prado (Ecuador) participará en Miss Supranacional 2018.

- Algunas de las delegadas nacieron o viven en otro país al que representaron, o bien, tienen un origen étnico distinto:
  - Carla Prado Thoret (Ecuador) tiene ascendencia francesa.
  - Elfin Pertiwi Rappa (Indonesia) tiene ascendencia neerlandesa.
  - Michelle Bertolini (Venezuela) tienen ascendencia italiana.

- Otros datos significativos de algunas de las delegadas:
  - Michelle Bertolini (Venezuela) es una tenista profesional.

## Sobre los países en Miss Internacional 2014

### Regresos
- Guyana que compitió por última vez en 1962.
- Curazao que compitió por última vez en 2002.
- Armenia y Egipto que compitieron por última vez en 2007.
- Zambia que compitió por última vez en 2008.
- Chile, Noruega y Serbia que compitieron por última vez en 2010.
- Cuba y Georgia que compitieron por última vez en 2011.
- Argentina, Bielorrusia, Francia, Honduras, Israel, Mauricio, Sri Lanka y Turquía  que compitieron por última vez en 2012.